# Arnulfo Valdivia Machuca
Arnulfo Valdivia Machuca (Cañadas de Obregón, Jalisco; 8 de septiembre de 1970) es un empresario, Consultor, Líder Gremial, Escritor, Conferencista, Diplomático, Coach Ontológico, Analista especializado en Comercio Internacional y Asuntos Internacionales, Políticos y Migratorios, Académico e Investigador, Fotógrafo Profesional.
Empresario especializado en América Latina y el Mercado Hispano de los EEUU. 
Consultor en Comunicación Estratégica y Procesos Neuroemocionales de Percepción y Decisión Social. 
Analista Económico, Político y en Asuntos Internacionales.  
Desde el 1º de agosto de 2018 funge como Vicepresidente Ejecutivo para América Latina y el Caribe de la Confederación de Cámaras Industriales de los Estados Unidos Mexicanos CONCAMIN. 
Integrante de la Junta de Gobierno de El Colegio Mexiquense.
Anteriormente, del 4 de diciembre de 2013 a septiembre de 2017 se desempeñó como Embajador Extraordinario y Plenipotenciario de México en la República de Colombia.
Es Licenciado en Comercio Internacional por el  Instituto Tecnológico y de Estudios Superiores de Monterrey, Maestro en Estudios para el Desarrollo por la Universidad de Cambridge y Doctor en Economía Política por esa misma casa de estudios británica. Cuenta con dos postdoctorados, el primero en Integración Económica Europea en el Instituto Universitario Europeo de Florencia, Italia y, el segundo, en Integración Económica Latinoamericana por la Universidad de Tulane, New Orleans, Estados Unidos.
En 2010, finalizó el Programa en Alta Dirección (AD-2) en el IPADE, Ciudad de México.
Además tiene Diplomados en Finanzas Internacionales por el Instituto Tecnológico y de Estudios Superiores de Monterrey (ITESM); en Matemáticas Aplicadas a la Economía por la Universidad Nacional Autónoma de México (UNAM); y en Mercadotecnia Política por el Instituto Tecnológico Autónomo de México (ITAM).
Es Coach Ontológico Certificado por EIDHI University y posee estudios diversos en procesos de desarrollo personal, con especialidad en procesos de masculinidad.

## Cargos Públicos
- Embajador Extraordinario y Plenipotenciario de México ante la República de Colombia (diciembre 2013 - agosto 2017).

- Director del Instituto de los Mexicanos en el Exterior, Secretaría de Relaciones Exteriores (enero- diciembre 2013)[2]

- Coordinador de Asuntos Migratorios del Equipo de Transición del Presidente Electo, Enrique Peña Nieto (octubre-diciembre 2012)[3]

- Coordinador de Asuntos Internacionales, Coordinación de Asuntos Internacionales del Gobierno del Estado de México (2005 a 2012)

- Representante Honorario del Estado de México ante el Reino Unido y Europa, Secretaría de Desarrollo Económico del Gobierno del Estado de México (2000 – 2003)

- Subcoordinador de Asesores del C. Gobernador del Estado de México (1996-1998)

- Jefe del Departamento de Audiencias del C. Gobernador del Estado de México (1995-1996)

## Actividades en el Sector Privado
- Empresario especializado en Inversión Extranjera y Comercio Internacional, América Latina y el Caribe, Mercado Hispano de los EEUU.
- Consultor en Comunicación Estratégica y Procesos Neuroemocionales de Percepción y Decisión Social.
- Consultor independiente de diversas instituciones políticas, nacionales y multilaterales.

## Cargos de Partido
- Secretario de Asuntos Internacionales del Comité Ejecutivo Nacional del PRI

- Vice Coordinador de Asuntos Internacionales, Campaña Presidencial del PRI, Enrique Peña Nieto (2012)

- Integrante del Grupo Especial sobre Asuntos Internacionales del CEN del PRI (2010-2012)

- Consejero del Consejo Político Municipal del Comité Municipal de Toluca del PRI (2006-2012)

- Subcoordinador de Asesores del Candidato del PRI al Gobierno del Estado de México (2004-2005)

- Subdelegado del PRI en Tenango del Valle, Estado de México (1996-1998)

- Militante del PRI desde 1987

## Organizaciones
- Vicepresidente de la Asociación Mexicana de Asuntos Internacionales (AMEI), (2009-2011, 2011-2013, 2013-2015)[4]

- Miembro activo del Consejo Mexicano de Asuntos Internacionales (COMEXI) desde 2008

- Miembro activo del Instituto de Administración Pública del Estado de México (IAPEM) desde 2006

- Miembro del Consejo Académico del Instituto de Administración Pública del Estado de México (IAPEM), (2006-2010)

- Presidente del Consejo Consultivo Regional del Instituto Nacional de Migración en el Estado de México (2007-2012)

- Fundador y Coordinador Nacional Ejecutivo de la Asociación Mexicana de Oficinas de Asuntos Internacionales de los Estados (AMAIE), (2007-2011)

## Academia
- Integrante de la Junta de Gobierno de El Colegio Mexiquense (desde diciembre de 2018).
- Profesor Adjunto en la Universidad de Tulane, Universidad Autónoma del Estado de México, Instituto Tecnológico de Monterrey, Universidad del Valle de México y Colegio Mexiquense (2002-2008)

- Investigador Nivel 1 en el Sistema Nacional de Investigadores (2004 – 2008).
- Becario Chevening, Gobierno del Reino Unido (1998-1999).
- Becario Cambridge Overseas Society, University of Cambridge (1999-2003).
- Becario Clare Hall College Fellowships, University of Cambridge (1999-2003).
- Becario CONACYT México (1999-2003).

## Reconocimientos
- Futuro Líder Internacional, International Leaders Programme (ILP), Gobierno del Reino Unido (2013)[5]
- Programa de Visitantes Internacionales para el Liderazgo, International Visitors Leadership Program (IVLP), Gobierno de Estados Unidos (2010)

## Publicaciones
- Diversos artículos especializados

- El Papel Actual de los Liderazgos Locales en la Construcción de una Agenda Nacional. Instituto de Administración Pública del Estado de México, 2010.[6]

- State and Business Groups in Mexico: The Role of Informal Institutions in the Process of Industrialization, 1936-1984. Routledge, 2005.[7]